# Mesochorus eichhorni
Mesochorus eichhorni är en stekelart som beskrevs av Schwenke 1999. Mesochorus eichhorni ingår i släktet Mesochorus och familjen brokparasitsteklar. Inga underarter finns listade i Catalogue of Life.